# NGC 193
NGC 193 là một thiên hà dạng hạt đậu nằm trong chòm sao Song Ngư. Nó được phát hiện vào ngày 21 tháng 12 năm 1786 bởi William Herschel.